# 钟山 (官员)
钟山（1955年10月—），男，汉族，浙江上虞人。在职研究生学历，经济学博士，高级经济师。1972年7月参加工作，1974年6月加入中国共产党。中共第十九届中央委员，全国政协经济委员会副主任。

## 生平
1976年，钟山进入长广煤矿教育处任干事。1980年，调入浙江省纺织品进出口公司任科长，后来历任浙江省国际广告公司副总经理、总经理，浙江省服装进出口公司总经理、党委书记，浙江中大集团股份有限公司董事长、党委书记、总经理，浙江中大集团控股有限公司董事长、总经理等职。1998年12月，任浙江省对外贸易经济合作厅厅长、党组书记。1999年至2002年期间，他在浙江大学经济学院政治经济学专业攻读在职博士学位，导师为姚先国，学位论文题目为《整合优势：中国式跨国公司成长路径选择与制度安排》。2003年1月，任浙江省副省长、省政府党组成员。
2008年11月，任商务部副部长、党组成员。2010年7月，任商务部副部长兼国际贸易谈判副代表、党组成员。2013年3月，任商务部国际贸易谈判代表（正部长级）兼副部长、党组成员。2014年6月，任商务部国际贸易谈判代表（正部长级）兼副部长、党组副书记。2017年2月24日，被任命為商務部部長。2020年11月15日，第四次区域全面经济伙伴关系协定领导人会议上，各方签署“区域全面经济伙伴关系协定”，李克强、王毅等出席，钟山代表中国在协定上签字。2020年12月26日，到龄卸任商务部部长。
2021年3月，增补为全国政协经济委员会副主任、第十三届全国政协委员。2023年3月，在十四届全国人大一次会议上，当选为全国人大财政经济委员会主任委员。